# Gran Premio Chiasso
El Gran Premio de Chiasso era una carrera ciclista profesional de una sola etapa que se disputaba en las inmediaciones de Chiasso, en el Cantón del Tesino, la parte italiana de Suiza, durante el mes de mayo.
Desde la creación de los Circuitos Continentales UCI en 2005 forma parte del UCI Europe Tour, dentro de la categoría 1.1. En 2008 se anuló la carrera por problemas de organización.
Tuvo un recorrido aproximado de 170 kilómetros. 
El italiano Giuliano Figueras, con dos victorias, fue el único corredor que se impuso en más de una ocasión.

## Palmarés
| Año  | Ganador            | Segundo              | Tercero              |
| ---- | ------------------ | -------------------- | -------------------- |
| 1983 | Leszek Swinecki    | Mauro Gianetti       | Boris Flueckiger     |
| 1984 | Andrea Guidotti    | Peter Tami           | Marek Kaminski       |
| 1985 | Stephan Joho       | R. Gugole            | D. Mausli            |
| 1986 | Ottavio Sofredini  | Bruno Huerlimann     | Hans Niederhausern   |
| 1987 | Fabian Fuchs       | John Baldi           | Jocelyn Jolidon      |
| 1988 | Severin Kurmann    | Lorenz Saurer        | Jocelyn Jolidon      |
| 1989 | Daniel Huwyler     | Giuseppe Fontana     | Markus Winterberg    |
| 1990 | Marcel Bischof     | Daniel Huwyler       | Fabian Jeker         |
| 1991 | Roman Wernli       | Andre Wernli         | Alberto Passera      |
| 1992 | Marco Vermey       | Roland Baltisser     | Andre Wernli         |
| 1993 | Markus Zberg       | Frédéric Vifian      | Olivier Penney       |
| 1994 | Roman Jeker        | Hart Brendan         | Andrea Guidotti      |
| 1995 | Beat Huber         | Ivan Luna            | Andrea Guidotti      |
| 1996 | Federico Profeti   | Gabriele Colombo     | Andrea Stocco        |
| 1997 | Serguei Outschakov | Alberto Volpi        | Bruno Boscardin      |
| 1998 | Gianluca Bortolami | Mirko Celestino      | Germano Pierdomenico |
| 1999 | Romāns Vainšteins  | Gabriele Balducci    | David Millar         |
| 2000 | Giuliano Figueras  | Davide Rebellin      | Maurizio Zinetti     |
| 2001 | Davide Rebellin    | Dario Frigo          | Raimondas Rumsas     |
| 2002 | Rubens Bertogliati | Aleksandr Shefer     | Cristian Gasperoni   |
| 2003 | Giuliano Figueras  | Mirko Celestino      | Giuseppe Palumbo     |
| 2004 | Franco Pellizotti  | Leonardo Bertagnolli | Cédric Vasseur       |
| 2005 | Kim Kirchen        | Giuliano Figueras    | Michael Rogers       |
| 2006 | Remmert Wielinga   | Davide Rebellin      | Leonardo Bertagnolli |
| 2007 | Pavel Brutt        | Davide Rebellin      | Luca Mazzanti        |

## Palmarés por países
| País         | Victorias |
| ------------ | --------- |
| Suiza        | 11        |
| Italia       | 7         |
| Países Bajos | 2         |
| Letonia      | 1         |
| Luxemburgo   | 1         |
| Ucrania      | 1         |
| Rusia        | 1         |
| Polonia      | 1         |